# Józef (patriarcha serbski)
Józef, imię świeckie Ilija Rajačić (ur. 20 lipca 1785 w Lučanach, zm. 1 grudnia 1861 w Sremskich Karlovcach) – serbski biskup prawosławny i działacz narodowy, metropolita karłowicki w latach 1842–1848 i patriarcha serbski (karłowicki) w latach 1848–1861.

## Życiorys

### Wczesna działalność
Był synem kapłana prawosławnego Luki Rajačicia i jego małżonki Vasiliji. Edukację na poziomie podstawowym odebrał w szkole niemieckiej, następnie uczył się w Zagrzebiu, Sremskich Karlovcach i w kolegium pijarskim w Segedynie, gdzie ukończył I i II klasę filozofii. Następnie wyjechał na studia do Wiednia, gdzie nauczył się łaciny; nigdy jednak nie uzyskał dyplomu studiów uniwersyteckich. W 1809 przerwał naukę, by ochotniczo zaciągnąć się do wojska, brał udział w nieudanej obronie Wiednia w wojnie Napoleona przeciwko V koalicji.
10 kwietnia 1810 złożył wieczyste śluby mnisze w monasterze Gomirje. W tymże klasztorze został wyświęcony na hierodiakona, a następnie na hieromnicha. 20 grudnia 1811 otrzymał godność archimandryty. 24 czerwca 1829 w soborze św. Mikołaja w Sremskich Karlovcach został wyświęcony na biskupa dalmackiego; głównym konsekratorem podczas ceremonii był metropolita karłowicki Stefan.

### Biskup
Jedną z pierwszych decyzji Józefa jako biskupa dalmackiego było otwarcie szkoły duchownej w Szybeniku. Biskup szybko znalazł się w konflikcie z miejscowymi władzami. Józef otwarcie protestował przeciwko nakłanianiu prawosławnych do przechodzenia na katolicyzm w obrządku bizantyńskim, szczególnie ostro zareagował, gdy unię przyjęło dwóch podległych mu kapłanów. W rezultacie władze austriackie zdecydowały o przeniesieniu go na katedrę vršacką. Postawa Józefa zwróciła na niego uwagę metropolity karłowickiego Stefana.
Na nowej katedrze hierarcha rozpoczął budowę serbskiego gimnazjum, osobiście przekazując na ten cel 3600 forintów.

### Metropolita karłowicki
W 1842 na soborze duchowieństwa i świeckich Serbów w Austrii został wybrany na nowego metropolitę karłowickiego. Ponieważ uczestnicy soboru nie byli w stanie jednomyślnie wskazać jednego kandydata, o wyborze biskupa Józefa zdecydował uczestniczący w obradach komisarz cesarski (zgodnie z regulaminem narzuconym metropolii karłowickiej w 1779). Chociaż Józef w poprzednich latach dążył do awansu w hierarchii cerkiewnej, był niezadowolony z faktu, że jego elekcja miała miejsce w takich okolicznościach. W momencie obejmowania przez niego urzędu metropolity karłowickiego stosunki między Serbami a Węgrami w Austrii były bardzo napięte. Metropolita starał się uzyskać poparcie cesarza na rzecz otwarcia seminarium duchownego dla prawosławnych Serbów, wzniesienia gimnazjów w Nowym Sadzie i Sremskich Karlovcach oraz wsparcia szkół nauczycielskich. Ostatecznie udało mu się jedynie uzyskać zgodę na otwarcie drukarni przy rezydencji metropolitalnej.

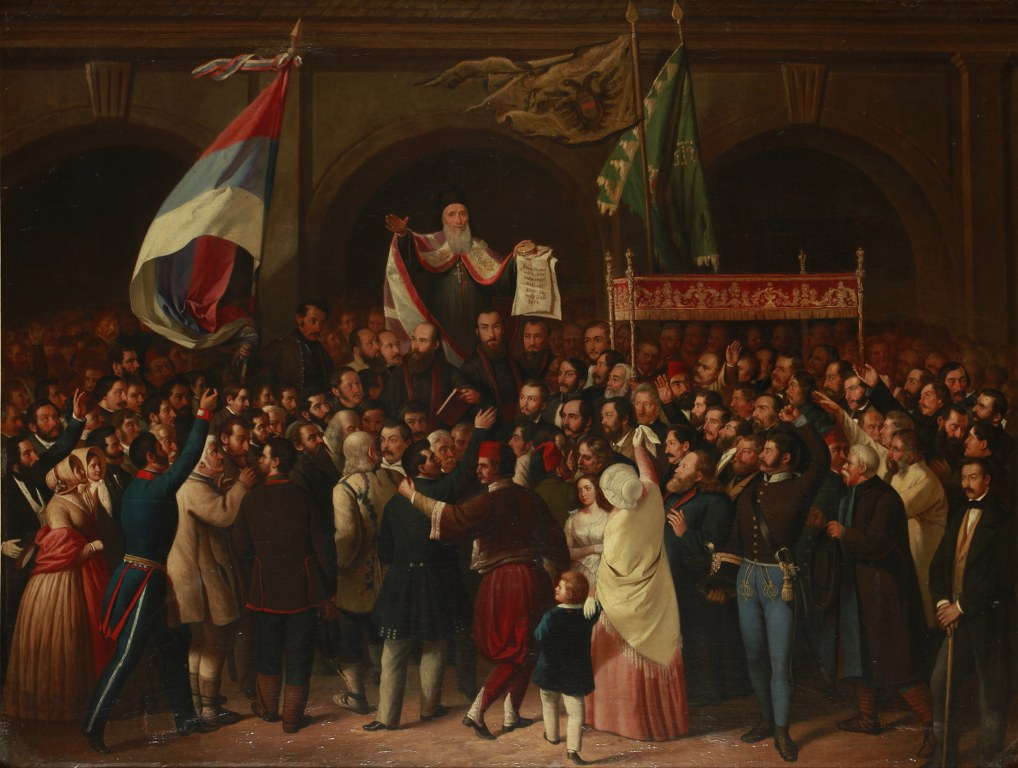
Zgromadzenie majowe pod przywództwem Józefa ogłasza powstanie Województwa Serbskiego

W czasie Wiosny Ludów metropolita karłowicki poparł serbski ruch narodowy, w imieniu duchowieństwa prawosławnego oznajmił: „Będziemy z narodem [ludem], cokolwiek da Bóg”. Na 1 maja 1848 zwołał do Sremskich Karlovców sobór duchowieństwa i świeckich, który miał sformułować jednolity program polityczny Serbów, wśród których panowały znaczne różnice zdań co do celów wystąpienia. Starsze pokolenie domagało się bowiem jedynie autonomii w ramach monarchii habsburskiej i pełnego równouprawnienia Serbów, młodsze żądało niepodległego państwa, w którym znalazłyby się wszystkie ziemie zamieszkiwane przez Serbów, chłopi oczekiwali poprawy swojej sytuacji społecznej. Zjazd w Sremskich Karlovcach kontynuował prace mimo żądań Węgrów, którzy domagali się jego przerwania. Serbowie w Austrii zyskali natomiast pomoc ze strony Księstwa Serbii.
Zgromadzenie Serbów, nazwane następnie majowym, obwołało metropolitę Józefa patriarchą serbskim. Decyzję tę uznał cesarz Austrii Franciszek Józef I manifestem z 15 grudnia 1848. Ogłosiło również powstanie autonomicznego Województwa Serbskiego obejmującego Wojwodinę.

### Patriarcha karłowicki
Józef kontynuował działania na rzecz wspierania oświaty i emancypacji Serbów. Do 1854 bezowocnie starał się o zgodę cesarza na otwarcie w Sremskich Karlovcach uniwersytetu. Wielokrotnie udawał się do Wiednia, by na dworze cesarskim bronić interesów Serbów. Nie miał jednak w kręgach dworskich większych wpływów i jego interwencje wielokrotnie kończyły się niepowodzeniem. W 1860 nie zdołał przeciwdziałać likwidacji Wojwodiny Serbskiej na żądanie Węgrów. Z większym sukcesem bronił w 1852 niezależności metropolii karłowickiej od władz państwowych. Nie dopuścił wówczas na obrady Synodu trzech biskupów, którzy otrzymali swoje nominacje nie od soboru, ale wprost od cesarza.
Zmarł w 1861 podczas obrad kolejnego serbskiego soboru. Został pochowany w katedralnym soborze w Sremskich Karlovcach.